# Circuit des mines
Il Circuit des mines è una corsa a tappe maschile di ciclismo su strada che si svolge in Lorena, in Francia, ogni anno nel mese di maggio. 

## Storia
Fondato come Circuit des Mines de Briey nel 1956, rimase riservato esclusivamente ai dilettanti fino al 1995. Dal 2005 al 2012 è stato inserito nel calendario dell'UCI Europe Tour e ridenominato Circuit de Lorraine. Dal 2016 ha cambiato denominazione in Circuit des mines.

## Albo d'oro
Aggiornato all'edizione 2019.
| Anno                       | Vincitore                  | Secondo                    | Terzo                      |
| Circuit des mines de Briey | Circuit des mines de Briey | Circuit des mines de Briey | Circuit des mines de Briey |
| -------------------------- | -------------------------- | -------------------------- | -------------------------- |
| 1956                       | Pierre Lambollez           |                            |                            |
| 1957                       | Henri Wasilewski           |                            |                            |
| 1958                       | René Osterdag              |                            |                            |
| 1959                       | Noël Chavy                 |                            |                            |
| 1960                       | Marcel Hocquaux            |                            |                            |
| 1961                       | Robert Duveau              |                            |                            |
| 1962                       | Guido Anzile               |                            |                            |
| 1963                       | Elio Gerussi               |                            |                            |
| 1964                       | Jean-Pierre Magnien        |                            |                            |
| 1965                       | Maurice Izier              |                            |                            |
| 1966                       | Jan Van Der Horst          |                            |                            |
| 1967                       | Joseph Pare                |                            |                            |
| 1968                       | Fedor Den Hertog           |                            |                            |
| 1969                       | Joop Zoetemelk             |                            |                            |
| 1970                       | Andrejz Kaczmarek          |                            |                            |
| 1971                       | Mathijs De Koning          |                            |                            |
| 1972-76                    | Non disputato              | Non disputato              | Non disputato              |
| 1977                       | Johan Van Den Meer         |                            |                            |
| 1978                       | Gérard Mak                 |                            |                            |
| 1979                       | Anthony Doyle              |                            |                            |
| 1980                       | Frédéric Vichot            |                            |                            |
| 1981                       | Régis Simon                |                            |                            |
| 1982                       | Jean-Paul Hosotte          |                            |                            |
| 1983                       | Zbigniew Krasniak          |                            |                            |
| 1984                       | Teun Van Vliet             |                            |                            |
| 1985                       | Pascal Lance               |                            |                            |
| 1986                       | Paul Curran                |                            |                            |
| 1987                       | Gilles Figue               |                            |                            |
| 1988                       | Pascal Lance               |                            |                            |
| 1989                       | Bruno Huger                |                            |                            |
| 1990                       | Régis Simon                |                            |                            |
| 1991                       | Nikolai Galitchine         |                            |                            |
| 1992                       | Diego Ferrari              |                            |                            |
| 1993                       | Jean-Christophe Currit     |                            |                            |
| 1994                       | Christophe Mengin          |                            |                            |
| 1995                       | Grégoire Balland           | Sergej Ivanov              | Jurgen Gilsing             |
| 1996                       | Stefano Dante              | Sergej Ivanov              | Marc Streel                |
| 1997                       | Eddy Seigneur              | Denis Leproux              | Frédéric Gabriel           |
| 1998                       | Aleksandr Vinokurov        | Michael Sandstod           | Damien Nazon               |
| 1999                       | Arturas Kasputis           | Christophe Oriol           | Zbigniew Piatek            |
| 2000                       | Nicki Sørensen             | Gilles Maignan             | Stéphane Berges            |
| 2001                       | Chris Newton               | Daniel Schnider            | Nathan O'Neill             |
| 2002                       | Giampaolo Cheula           | Morten Sonne               | Andy Flickinger            |
| 2003                       | Guillaume Auger            | Emilien Berges             | Andrej Pchelkin            |
| 2004                       | Joost Posthuma             | Jukka Vastaranta           | Lars Boom                  |
| Circuit de Lorraine        |                            |                            |                            |
| 2005                       | Andris Naudužs             | Koji Fukushima             | Sven Renders               |
| 2006                       | Mauricio Soler             | Eddy Ratti                 | Eduardo Gonzalo            |
| 2007                       | Jörg Jaksche               | Martijn Maaskant           | Eduardo Gonzalo            |
| 2008                       | Steve Chainel              | Jonathan Hivert            | Hannes Blank               |
| 2009                       | Matteo Carrara             | Maxime Mederel             | José João Pimenta          |
| 2010                       | Fabio Felline              | Pierre Rolland             | Matteo Carrara             |
| 2011                       | Anthony Roux               | Thomas De Gendt            | Julien Simon               |
| 2012                       | Nacer Bouhanni             | Steven Tronet              | Marco Marcato              |
| 2013-2015                  | Non disputato              | Non disputato              | Non disputato              |
| Circuit des mines          |                            |                            |                            |
| 2016                       | Jérémy Cabot               | Camille Thominet           | Jonathan Michler           |
| 2017                       | Mathieu Rigollot           | Mathieu Pellegrin          | Anthony Pinaud             |
| 2018                       | Kévin Avoine               | Guillaume Hutin            | Mathieu Rigollot           |
| 2019                       | Maxime Éloy                | Baptiste Deman             | Steve Chainel              |